# St. Michael (Pensilvania)
St. Michael es un lugar designado por el censo ubicado en el condado de Cambria en el estado estadounidense de Pensilvania. En el Censo de 2010 tenía una población de 408 habitantes y una densidad poblacional de 149,74 personas por km².

## Geografía
St. Michael se encuentra ubicado en las coordenadas 40°19′28″N 78°45′59″O / 40.32444, -78.76639. Según la Oficina del Censo de los Estados Unidos, St. Michael tiene una superficie total de 2.72 km², de la cual 2.7 km² corresponden a tierra firme y (1.05%) 0.03 km² es agua.

## Demografía
Según el censo de 2010, había 408 personas residiendo en St. Michael. La densidad de población era de 149,74 hab./km². De los 408 habitantes, St. Michael estaba compuesto por el 99.51% blancos, el 0% eran afroamericanos, el 0% eran amerindios, el 0% eran asiáticos, el 0% eran isleños del Pacífico, el 0% eran de otras razas y el 0.49% pertenecían a dos o más razas. Del total de la población el 0.74% eran hispanos o latinos de cualquier raza.